# Braxgata Hockeyclub
Braxgata Hockeyclub is een Belgische veldhockeyclub uit Boom.

## Geschiedenis
De club werd in 1981 opgericht. In 1997 werd ze door de KBHB uitgeroepen tot Club van het Jaar. In 2005 verhuisde Braxgata naar De Schorre.
In 2007 werd op de hockeyvelden van Braxgata de Champions Challenge georganiseerd. De organisatie was in handen van leden van de club en de KBHB. De nationale herenploeg stelde evenwel teleur met de zesde en laatste plaats in eindrangschikking. De winnaar van het toernooi was Argentinië, dat in een spannende finale na verlenging met 3-2 won van Nieuw-Zeeland.
In maart 2009 werd een nieuw clubhuis geopend door toenmalig Vlaamse Vlaams minister-president Kris Peeters (CD&V) en in juni 2009 werd Braxgata door de Europese Hockey Federatie (EHF) uitgeroepen tot ‘Europese Hockeyclub van het Jaar’. Braxgata volgt daarmee het Oostenrijkse Linz HC op. In 2013 werden op het terrein van de club de Europese kampioenschappen hockey voor mannen en vrouwen georganiseerd.
In april 2016 werd samen met de Phantoms Boom gestart met de bouw van een multifunctionele sporthal. Deze werd in maart 2017 in gebruik genomen. Sinds 1 januari 2020 is de BraxHall door middel van een erfpachtakte in handen van het autonoom gemeentebedrijf 'Boom Plus'.
De eerste herenploeg en de eerste damesploeg spelen sinds seizoen 2009-'10 beiden in de Hockeyleague. De dames werden tweemaal landskampioen en in het seizoen 2017-'18 werden ze eerste in de reguliere competitie.  
Het ledenaantal voor het seizoen 2017-2018 bedroeg 1200 spelers, waarvan 900 jeugdleden. Braxgata telt meer dan 49 teams, waaronder vijf heren- en zes dameskernen, een All-Star-team en 39 jeugdploegen. Huidig voorzitter is Eric Gysels.

## Infrastructuur
De terreinen van de club situeren zich op het provinciaal domein De Schorre te Boom. Braxgata is, samen met KHC Dragons uit Brasschaat, de enige Belgische club die over vier kunstgrasvelden beschikt, bestaande uit drie watervelden en een zogenaamd kwart ingezand kunstgrasveld.
Nationale hockeyploeg
Braxgata fungeert als uitvalsbasis van de Red Lions en de Red Panthers. Het tweede water-kunstgrasveld wordt gebruikt voor de training van de nationale teams van de KBHB. 
De trainingen en andere voorbereidingen van de Red Lions voor de Olympische Zomerspelen van 2008 in Beijing vonden eveneens plaats op de terreinen van Braxgata. Er werd onder meer een speciale hittetent gebouwd om de klimatologische omstandigheden na te bootsen.

## Palmares
Dames
2x Landskampioen (veld): 2016 en 2017

## Bekende (ex-)spelers
- Pirmin Blaak
- Sander Baart
- Camille Belis
- Berta Bonastre
- Ronald Brouwer
- Phillip Burrows
- Erica Coppey
- Jérôme Dekeyser
- Bob de Voogd[14]
- Aline Fobe
- Lien Hillewaert
- Hugo Inglis
- Shaunda Ikegwuonu
- Katerina Lacina
- Pauline Leclef
- Loïck Luypaert
- Augustin Mazzili
- Shea McAleese
- Estelle Meulemans
- Barbara Nelen
- Xavier Reckinger
- Lucas Rossi
- Mégane Simons
- Emilie Sinia
- Elena Sotgiu
- Naohiko Tobita
- Judith Vandermeiren
- David Van Rysselberghe
- Louise Versavel
- Ben Walker
- Daragh Walsh
- Tobias Walter